# Juncus radula
Juncus radula är en tågväxtart som beskrevs av Franz Georg Philipp Buchenau. Juncus radula ingår i släktet tåg, och familjen tågväxter. Inga underarter finns listade i Catalogue of Life.